# Lábod
Lábod är en ort i Ungern.   Den ligger i provinsen Somogy, i den västra delen av landet, 190 km sydväst om huvudstaden Budapest. Lábod ligger 140 meter över havet och antalet invånare är 2 244.
Terrängen runt Lábod är platt, och sluttar västerut. Runt Lábod är det glesbefolkat, med 18 invånare per kvadratkilometer. Närmaste större samhälle är Nagyatád, 7,9 km väster om Lábod. Omgivningarna runt Lábod är en mosaik av jordbruksmark och naturlig växtlighet.